# Colónida (revista)
Colónida fue una revista fundada en Lima por el escritor peruano Abraham Valdelomar en 1916, como «revista quincenal de literatura, arte, historia y ciencias sociales». En torno a ella se gestó el movimiento colónida, un movimiento literario de renovación estilística y estética.

## Significado del nombre
El nombre de Colónida, que iba unido al dibujo de las carabelas en la carátula, era como una advertencia a que se estaba ante «una secuela de la obra de Colón, un pie en un nuevo mundo: el de la nueva literatura» (Luis Alberto Sánchez, en el prólogo de la reedición facsimilar de la revista, 1981).

## Temática
Su temática fue muy variada: crítica literaria, creación poética y narrativa, comentario teatral y pictórico, crónicas periodísticas y partituras musicales.

## Trayectoria
La revista tuvo una duración efímera. Se publicaron solo cuatro números:
1. De 18 de enero de 1916.
2. De 1 de febrero de 1916.
3. De 1 de marzo de 1916.
4. De 1 de mayo de 1916.

Si bien comenzó como quincenario, continuó como mensuario y concluyó como bimensuario.
En los tres primeros números figuró Abraham Valdelomar como director; el cuarto y último se presume que lo dirigió Federico More.
Como detalles adicionales, las portadas de los tres primeros números de la revista lucieron retratos al carbón realizados por el mismo Valdelomar: los de los poetas José Santos Chocano, José María Eguren y Percy Gibson, respectivamente. El cuarto número ostentó una fotografía de Javier Prado y Ugarteche, entonces rector de la Universidad de San Marcos.

## Colaboradores
En esta revista escribieron importantes literatos peruanos, como Manuel González Prada, José María Eguren, José Santos Chocano, Enrique Bustamante y Ballivián, Alberto Ureta. Así como el mismo Valdelomar y su grupo de «colónidos»: Pablo Abril de Vivero, Alfredo González Prada, Augusto Aguirre Morales, Hernán C. Bellido, Enrique A. Carrillo, Antonio Garland, Percy Gibson, Federico More y Alberto Ulloa Sotomayor.

## Contenido más resaltante

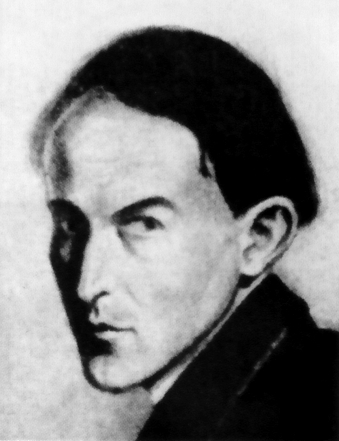
Retrato al carbón del poeta Percy Gibson, hecho por Valdelomar, y que aparece en la portada del tercer número de Colónida.

- N.º 1.-  Figura un editorial titulado «Falsa Carátula, donde Valdelomar expone el propósito de la revista. Se hace la publicidad de Las voces múltiples, poemario antológico de los colónidos. Alfredo González Prada incluye una carta de José Enrique Rodó; Alberto Ulloa Sotomayor recuerda al poeta peruano Nicanor Della Roca de Vergallo, reconocido por grandes escritores franceses pero olvidado en el Perú.[5]
- N.º 2.- Contiene una severa crítica de Federico More a Ventura García Calderón; y una crítica elogiosa de Enrique A. Carrillo (Cabotín) a José María Eguren.[5]
- N.º 3.- Contiene un reportaje sintético de Valdelomar al aviador brasileño Santos Dumont; sonetos místicos de José Carlos Mariátegui; un largo poema de Percy Gibson.[5]
- N.º 4.- Esta edición ya no controló Valdelomar, y se presume que estuvo a cargo de Federico More. Tiene un editorial que es un elogio de los estupefacientes, al considerar que quien los consume lo hace por necesidad, no por moda.[5]

## Reedición de la revista
Una reedición facsimilar de los cuatro números de la revista fue hecha por Petroperú (Lima, Ed. Copé, [1981, 239 págs.), con prólogo de Luis Alberto Sánchez. A manera de apéndice, figura una epístola que uno de los colónidos, Alfredo González Prada, dirigió a Sánchez en 1940, donde le explicaba el trasfondo del movimiento colónida.

## Importancia
Pese a su brevedad, esta revista tuvo una significado importante en el desarrollo de la literatura peruana. Insurgió contra el academicismo y contra las influencias de antiguas tendencias literarias, como el costumbrismo y el romanticismo. Se propuso una renovación estilística y estética acorde a la nueva época. Atrajo a sus páginas a los jóvenes escritores procedentes de las provincias. Pero no dejó de rendir homenaje a los representantes de las anteriores generaciones que consideraba dignos de su admiración, como Manuel González Prada y José Santos Chocano.